# Faille de Gödel

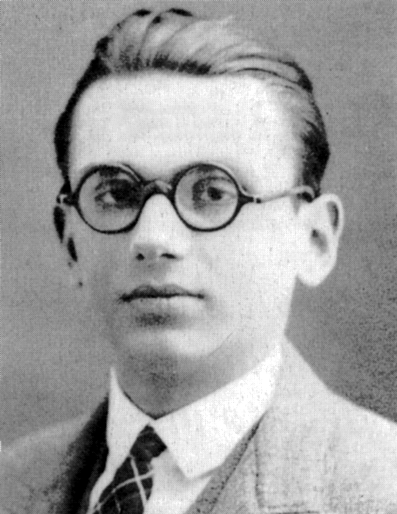
Kurt Gödel en 1925

La faille de Gödel est une possible auto-contradiction dans la Constitution des États-Unis que le logicien, mathématicien et philosophe analytique austro-américain Kurt Gödel postule en 1947. Elle permettrait de transformer légalement la démocratie américaine en dictature. Gödel en parle à l'époque à son ami Oskar Morgenstern qui en parle à Albert Einstein, mais dans son évocation de l'incident en 1971, Morgenstern n'indique pas le problème exact que Gödel aurait vu. Cela a donné lieu à des spéculations sur la nature précise de ce que l'on a appelé la « faille de Gödel ».

## Contexte
Alors que Gödel prépare son examen de citoyenneté américaine en 1947, il tombe sur ce qu'il  décrit comme une auto-contradiction (inner contradiction) dans la Constitution américaine. Il est alors en poste à l'Institute for Advanced Study de Princeton où il a pour collègues et amis Albert Einstein et Oskar Morgenstern. Gödel parle à Morgenstern du défaut de la constitution qui, selon lui, permettrait aux États-Unis de devenir légalement un État fasciste. Morgenstern s'efforce de convaincre Gödel que c'est très peu probable, mais celui-ci reste très préoccupé par cette situation pour avoir vécu la crise constitutionnelle de 1933 en Autriche ayant mené à l'auto-dissolution des parlements et échappé à l'Allemagne nazie après l'Anschluss. Morgenstern a plusieurs discussions avec Gödel à propos de ses préoccupations et en parle à Einstein,.
Le jour de l'examen quelques mois plus tard, Gödel est accompagné par Morgenstern et Einstein qui seront ses témoins.
Au cours de l'examen, le juge Phillip Forman chargé du dossier demande à Gödel quelle forme de gouvernement a l'Autriche, ce à quoi il répond : « C'était une république, mais la constitution était telle qu'elle a finalement été transformée en dictature. » Le juge fit remarquer que cela ne pouvait pas se produire aux États-Unis, et Gödel répondit : « Oh, si, je peux le prouver », mais le juge n'insista pas sur le sujet,,.

## Nature de la faille
Aucune publication n'ayant été faite sur la faille par Gödel ou ses amis, on ne sait pas exactement de quoi il s'agissait. Dans un article de 2012, « Gödel's Loophole », le philosophe du Droit F. E. Guerra-Pujol spécule que le problème implique l'article V, qui décrit le processus par lequel la Constitution peut être amendée. La faille résiderait dans le fait que les procédures de l'article V peuvent être appliquées à l'article V lui-même. Ses conditions d'application pourraient donc être revues à la baisse, ce qui faciliterait les modifications ultérieures et ceci de manière itérative,. Il considère que c'est « l'un des grands problèmes non résolus du droit constitutionnel ».
D'autres auteurs ont évoqué d'autres aspects de la Constitution, notamment le charcutage électoral, la prorogation du Congrès, le Collège électoral et la grâce présidentielle.

## Reprises de l'histoire
Les notes d'Oskar Morgenstern sur l'incident n'ont été publiées qu'en 2019, donc tous les récits publiés avant cette date ne tirent pas parti de ces souvenirs. Morgenstern se trompe manifestement sur certains détails, comme l'année du test de citoyenneté de Gödel, qui est établie en 1947, et non en 1946 comme Morgenstern le rapporte. De nombreuses versions de l'histoire ont été publiées avant les notes de Morgenstern, et chaque version varie dans ses détails.
Des versions de l'histoire peuvent être trouvées dans Logical Dilemmas: The Life and Work of Kurt Gödel (1997) par John W. Dawson; E: His Life, His Thought and His Influence on Our Culture (2006), édité par Donald Goldsmith et Marcia Bartusiak; Incompleteness: The Proof and Paradox of Kurt Gödel (2006) par Rebecca Goldstein; Godel: A Life Of Logic, The Mind, And Mathematics (2009) par Casti, John L. et DePauli, Werner; Unconstitutional Constitutional Amendments: The Limits of Amendment Powers (2017) par Yaniv Roznai; et When Einstein Walked with Gödel: Excursions to the Edge of Thought (2018) par Jim Holt, Mathematicians in Love (2008) de Rudy Rucker, entre autres livres.